# Arthur Preil
Arthur Preil (* 6. Januar 1887 in Leipzig; † 17. April 1954 in Leipzig-Engelsdorf) war ein deutscher Volkssänger und Humorist.

## Leben
Preil absolvierte eine Ausbildung als Buchhändler beim Verlag Ullstein in Berlin. Danach war er beim Verlag Reclam in Leipzig als Abteilungsleiter der Sparte „Humoristica“ tätig.
Schon mit jungen Jahren begann er Couplets zu schreiben. Sein Markenzeichen war der sächsische Dialekt. Preil begann seine Karriere bei den Leipziger Krystallpalast-Sängern. Daneben betrieb er mit seiner Frau eine Musikalienhandlung in Leipzig. Die Isiphon-Schallplattengesellschaft brachte als erste Aufnahmen mit Preil heraus, später folgten die Deutsche Grammophon und andere.
Rund 400 Schallplattenaufnahmen und eine Vielzahl von Rundfunk-Sendungen machten ihn zu einem der erfolgreichsten Humoristen in Deutschland. Nach Mitte der dreißiger Jahre besaß Preil eine eigene Gastspieldirektion mit eigenem Ensemble. In dieser wirkten auch als Kinder die späteren Kessler-Zwillinge mit.
Nach 1945 blieb Preil in Leipzig. Er gab noch Gastspiele, trat in Varietés und in Veranstaltungen der Staatlichen Konzert- und Gastspieldirektion auf.
Arthur Preil hatte einen Sohn, Arthur Preil junior, der ebenfalls als Humorist auftrat. Der Autor, Schauspieler und Kabarettist Hans-Joachim Preil war sein Neffe.

## Werke (Auswahl)
- Arthur Preil, B. Richter: Ein vaterloses Zwillingspaar: urkomisches Duett für zwei Herren [=Band 103 von Richters Duette], Verlag Richter, 1910, 3 S.
- Arthur Preil: Die Knatschenbach'n beim Groß-Reinemach'n! Urkomische Soloszene mit Gesang für 1 Herrn oder 1 Dame; op. 246 [=Band 150 von Richters Soloszenen] Verlag	Richter, 1920, 3 S.
- Arthur Preil: Sächsisches Funkbrettl. Rundgefunkter sächsischer Blumenkohl vom Rundfunk humoristen Arthur Preil, Preisträger in der mitteldeutschen Humormeisterschaft. Leipzig, Verlag A.Bergmann, 1931, 93 Seiten
- Arthur Preil: Lachwellen [aus dem sächsischen Funkbrettl] Leipzig, Verlag A.Bergmann, 1932, 32 Seiten
- Arthur Preil: Das gekitzelte Mikrophon. o.Verl. 1932, 94 Seiten
- Arthur Preil: Der lachende Abend mit Arthur Preil, dem bekannten mitteldeutschen Humoristen mit eigenen Vorträgen. o.Verl. 1936
- Arthur Preil: Vom Hundertsten ins Tausendste. Das lustige Arthur-Preil-Buch. Bewährtes Funkbrettl zum Lesen u. Vortragen. Leipzig, O.Teich, 1939, 78 S.
- Arthur Preil: Lachwellen gesendet vom volkstümlichsten Mitteldeutschen Rundfunkhumoristen
- Arthur Preil unter dem Motto: Ein Abend des Lachens.  Wiesbaden, Wilhelm Gebauer, o. J. (um 1950, Neuauflage)
- Arthur Preil: Ein bunter Abend mit Arthur Preil, dem bekanntesten mitteldeutschen Rundfunk-Humoristen: Versgeleimtes u. Ungereimtes, vom Hundertsten ins Tausendste zum Vortrag bei allen geselligen Veranstaltungen. Leipzig, Verlag Otto Teich, 1952, 78 Seiten
- Arthur Preil: Der Komiker: Eine Sammlung erprobter Vorträge von durchschlagender Wirkung. Recklinghausen, Iris Musik- u. Theater-Verl. Mallmann, 1953, 96 Seiten

## Aufnahmen (Auswahl)
- Aber da verdrehst du die Pupill'n: Grammophon 985 (1684 BN-II)
- Ä heller Sachse (Text: Richard Klein): Isiphon 962
- Also, paß mal auf: Isiphon 808
- Bemmchen als Dienstmann: Polyphon 31 530 (3610 ar)
- Christbaumhändler Fichte: Grammophon 1076 (1142 LT)
- Das schönste ist der Treppenklatsch: Isiphon 83 (6592*), Grammophon 24 201 (34 DB-III)
- Die sächs’sche Sprache klingt so friedlich: Isiphon 100
- Fahrstuhlführer Säußler: Polyphon 31 654 (154 bk)
- Herr Bierbauch wünscht Trockenlegung: Isiphon 168 (7493)
- Horch druff, pass uff:  Orchestrola 2046 (8205)
- Kulicke von der Anglerbrücke: Polyphon 31 655 (155 bk)
- Mei Gutster, was sagste denn nu?  Grammophon 21 464 (272 br)
- Müllkutscher Aschenloch: Polyphon 31 529 (3607 ar)
- Sächsisches Gemähre: Isiphon 84 (6591)
- Unser guter Bliemchenkaffee: Kalliope K.1339 (4777-2)
- Wir Sachsen, wir Sachsen:  Hermophon 3066 (4366)
- Der Mann vom Monde: Kristall 9007 mx. 3373B
- Die weiche sächsische Sprache:  Kristall 9007 mx. 3374B
- Maurerpolier Kalkstößer M.d.R.: Grammophon 22310 mx. 1755BR IV Mechan. Copt. 1929
- "Lustige Sägespäne" oder "Das traute Heim": Grammophon 22310 mx. 1754BR IV Mechan. Copt. 1929

## Wiederveröffentlichungen

### Sammlungen
- CD Arthur Preil: Tausend Worte Säggsisch - Stimmen aus dem 20. Jahrhundert.

Artikel-Nr.: 5506, Laufzeit:  56 Min.  Label: archiv-record
- CD Arthur Preil: Richtiger säggs’scher Kram ID 546157, Kat.Nr.3919 Falcon Neue Medien.

### Einzeltitel
- CD Rare Schellacks - Sachsen - Volkssaenger 1910–1932. label: trikont/d, style: ethnic / world, released 8/2010. B317580, Katalog Nr. US0264
- CD Mei Gudsdr was sagste denn nu?  Berlin, Edition Barbarossa, 2000. Bestell-Nr.: 10 323 BB.  ISBN 3-359-01038-8